# Mario Salieri
Mario Salieri (nascido em 29 de novembro de 1957, em Nápoles) é um diretor italiano de filme erótico e produtor.

## Carreira
Salieri começou sua carreira no cinema adulto com filmes semi-amadores filmados em Amsterdã para o mercado italiano. Desde o início dos anos 90, Salieri tem dirigido e escrito muitos títulos eróticos para adultos. Também é dono de Salieri Productions.

## Prêmios e indicações
- 2001 Venus Award – venceu - Italian National Prize[2]
- 2001 Ninfa Award – venceu - Melhor diretor (Divina)[3]
- 2003 Venus Award – venceu - Melhor diretor (Itália)[4]
- 2007 Ninfa Award – venceu - Melhor diretor (La Viuda De La Camorra - Negro Y Azul)[5]
- 2008 European X Award – Melhor diretor (Itália)[6]
- 2008 Ninfa Lifetime Career Award (Public) – venceu[1][7]

## Filmografia parcial
- La Dolce Vita (2003)[1]
- Faust (2002)
- Casino (2001)
- Clinica della vergogna, La (1995)
- Eros e Tanatos (1995)
- Dracula (1994)[1]
- Sceneggiata napoletana (1994)
- Adolescenza perversa (1993)
- Arabika (1992)
- Discesa all'inferno (1991)
- Napoli - Parigi, linea rovente 1 & 2 (1991)
- Roma Connection (1991)
- Roman Orgies - Italian Perversions (1991)